# Абсдорф
Абсдорф (нем. Absdorf) — ярмарочная коммуна (нем. Marktgemeinde) в Австрии, в федеральной земле Нижняя Австрия.
Входит в состав округа Тульн.  Население составляет около 2,1 тысячи человек. Занимает площадь 15,98 км². Официальный код  —  32101.

## Политическая ситуация
Бургомистр коммуны — Зоня Мёрт (СДПА) по результатам выборов 2005 года.
Совет представителей коммуны (нем. Gemeinderat) состоит из 19 мест.
- СДПА занимает 13 мест.
- АНП занимает 6 мест.